# Japanisches Eichhörnchen
Das Japanische Eichhörnchen (Sciurus lis) ist eine japanische Hörnchenart aus der Gattung der Eichhörnchen (Sciurus). Es stammt vermutlich vom über Sachalin auf die japanischen Inseln vorgedrungenen Eurasischen Eichhörnchen (Sciurus  vulgaris) ab.

## Merkmale

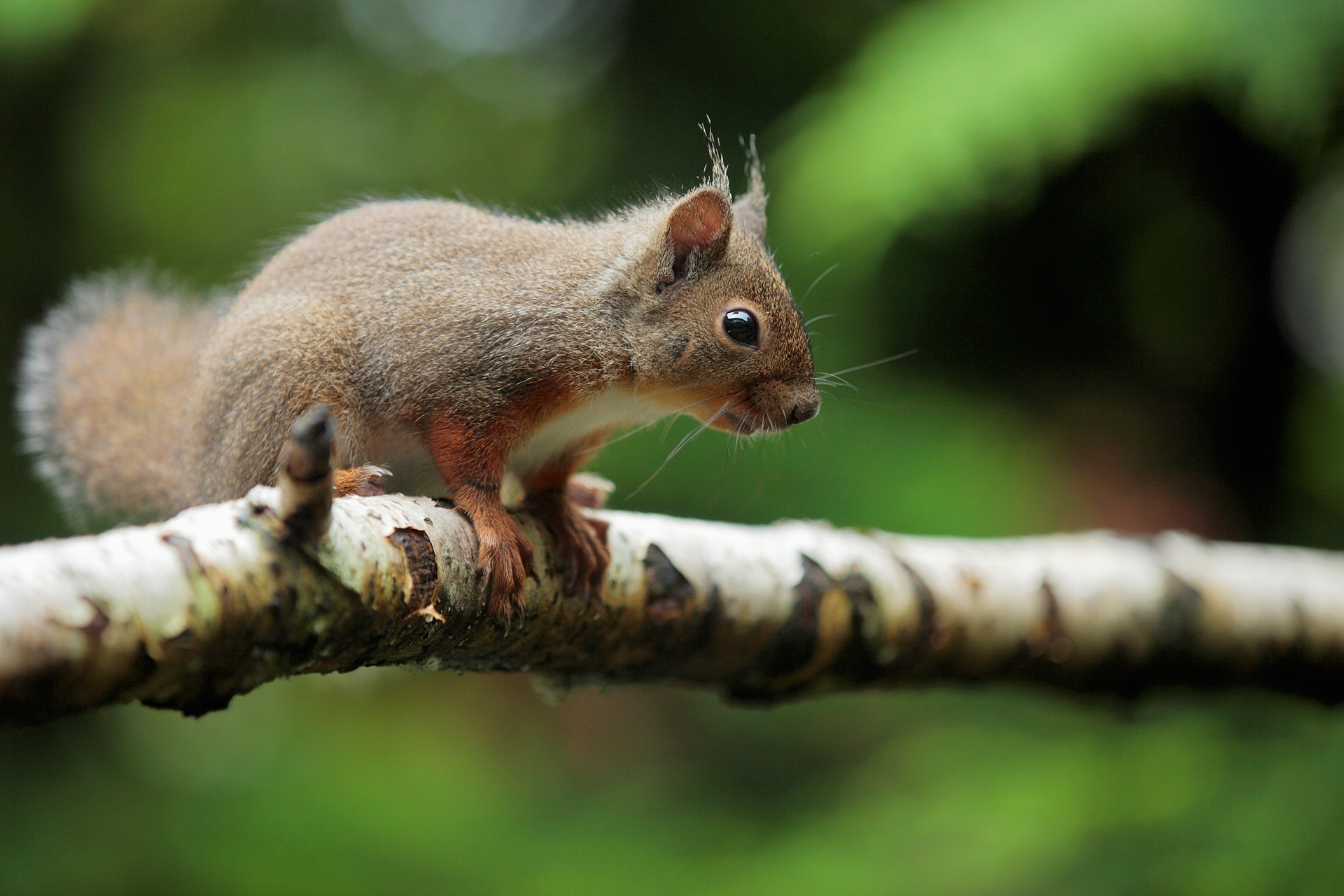
Japanisches Eichhörnchen

Die Körperlänge des Japanischen Eichhörnchens beträgt 16–22 cm, sein Schwanz wird 13–17 cm lang. Ausgewachsene Tiere wiegen rund 300 g. Die Haare auf der Bauchseite sowie an der Schwanzspitze sind weiß. Im Sommerkleid ist das Rückenfell rotbraun, im Winterkleid gräulich. Eine Generationslänge beträgt 5 bis 6 Jahre.

## Verbreitung
Japanische Eichhörnchen leben auf den beiden Hauptinseln Honshū und Shikoku sowie auf der kleineren Insel Awaji-shima. Die Population in der Präfektur Hiroshima ist erloschen. Ob die Art je auf der dritten Hauptinsel Kyūshū verbreitet war, ist umstritten. Auf der nördlichen Hauptinsel Hokkaidō kommt das japanische Eichhörnchen nicht vor. Die dort heimischen Populationen des europäischen Eichhörnchens zeigen aber in phylogenetischen Untersuchungen nur eine geringe evolutionäre Distanz zum japanischen Eichhörnchen. Das Japanische Eichhörnchen wird von der IUCN als nicht gefährdet (Least Concern) eingestuft, da es ein relativ großes und stabiles Verbreitungsgebiet hat.

## Taxonomie
Die Art wurde 1844 von dem niederländischen Zoologen Coenraad Jacob Temminck erstbeschrieben.